# Лаконос двудомный
Лаконо́с двудо́мный, или омбу́ (лат. Phytolacca dioica) — вечнозелёное дерево семейства Лаконосовые, произрастающее в Южной Америке.

## Описание
Лаконос двудомный растет как вечнозеленое дерево, достигающее высоты от 12 до 18 метров, имеет толстый ствол и густую зонтикообразную крону, иногда широко раскидистой кроны дерева может достигать более 20 метров. Диаметр ствола может достигать более 4 метров. Лаконос двудомный растет быстро, но — как обычно у тропических деревьев — без годовых колец. Ствол достаточно мягкий, чтобы его можно было прорезать ножом. Гладкая кора от светло-серой до красно-коричневой в старости растрескивается. Отличается очень мягкой, губчатой древесиной белого цвета, которая может легко резаться ножом и содержит до 80 % воды.
Сок дерева ядовит, благодаря чему его листья не поедаются скотом. Из-за этого оно также устойчиво к саранче и паразитам.
Попеременно расположенные и черешковые, цельнокрайные, простые листопадные листья кожистые, от эллиптических до яйцевидных и длиной от 6 до 15 см. Они голые, с выступающей, четко выделенной, осветленной средней жилкой и параллельными, изогнутыми жилками листьев. На кончике они округло-заостренные до заостренных или заостренных, реже с углублениями. Вечнозеленые или полувечнозеленые листья желтеют перед опадением листьев, позже становятся фиолетовыми.
В отличие от большинства видов рода, в висячих, иногда также прямостоячих, плотных и конечных соцветиях винограда много цветов. Радиально симметричные, пятикратные и короткостебельные, очень мелкие цветки с одной шейкой и простым околоцветником. Образуются очень маленькие опоры и предварительные листья. Всего пять зеленовато-беловатых, 2—3 миллиметра длиной, широкояйцевидных прицветников. Мужские цветки содержат от 20 до 30 выступающих тычинок и пестик. Женские цветки минимально меньше, у них шаровидная, верхняя и многокамерная завязь с 6-7 короткими стилетами и 10 стаминодиями. Каждый из них представляет собой диск.
Ягоды 8—12-лопастные, веерообразные, округлые и несколько приплюснутые, вначале желтые, к зрелости черноватые, гладкие, с устойчивым околоцветником. В каждом отсеке есть по одному семени. Приплюснутые округлые семена гладкие, блестящие и черноватые, размером 2,5—3 миллиметра. Плоды часто остаются на дереве еще дольше.
Лаконос двудомный — символ Уругвая, Аргентины. Его навес можно определить издалека, и он обеспечивает защиту от солнца и дождя. Там его также называют Белла Сомбра (прекрасная тень).
Красивый оттенок, Фитоласка на дереве, белла сомбра (кастильский), красивый оттенок (каталанский), омбу (оригинальное южноамериканское название).
В Средиземноморском регионе посаженная десятками на площади Черчилля (небольшой городок к западу от Алжира на побережье Средиземного моря), Беламбра достигает впечатляющих размеров. На острове Родос (остров Додеканес в Греции) он в изобилии посажен в парке, расположенном между улицей Виронос и южными крепостными стенами старого города, где он обеспечивает благоприятную тень.

## Распространение
Распространено в южной части континента — в Аргентине, Уругвае, на юге Бразилии, в Парагвае и Перу.

## Практическое использование
Лаконос двудомный культивируется в городах Южной Америки как декоративное дерево.
Отвар листьев употребляется как слабительное средство.
Лаконос двудомный — один из символов Аргентины и Уругвая.

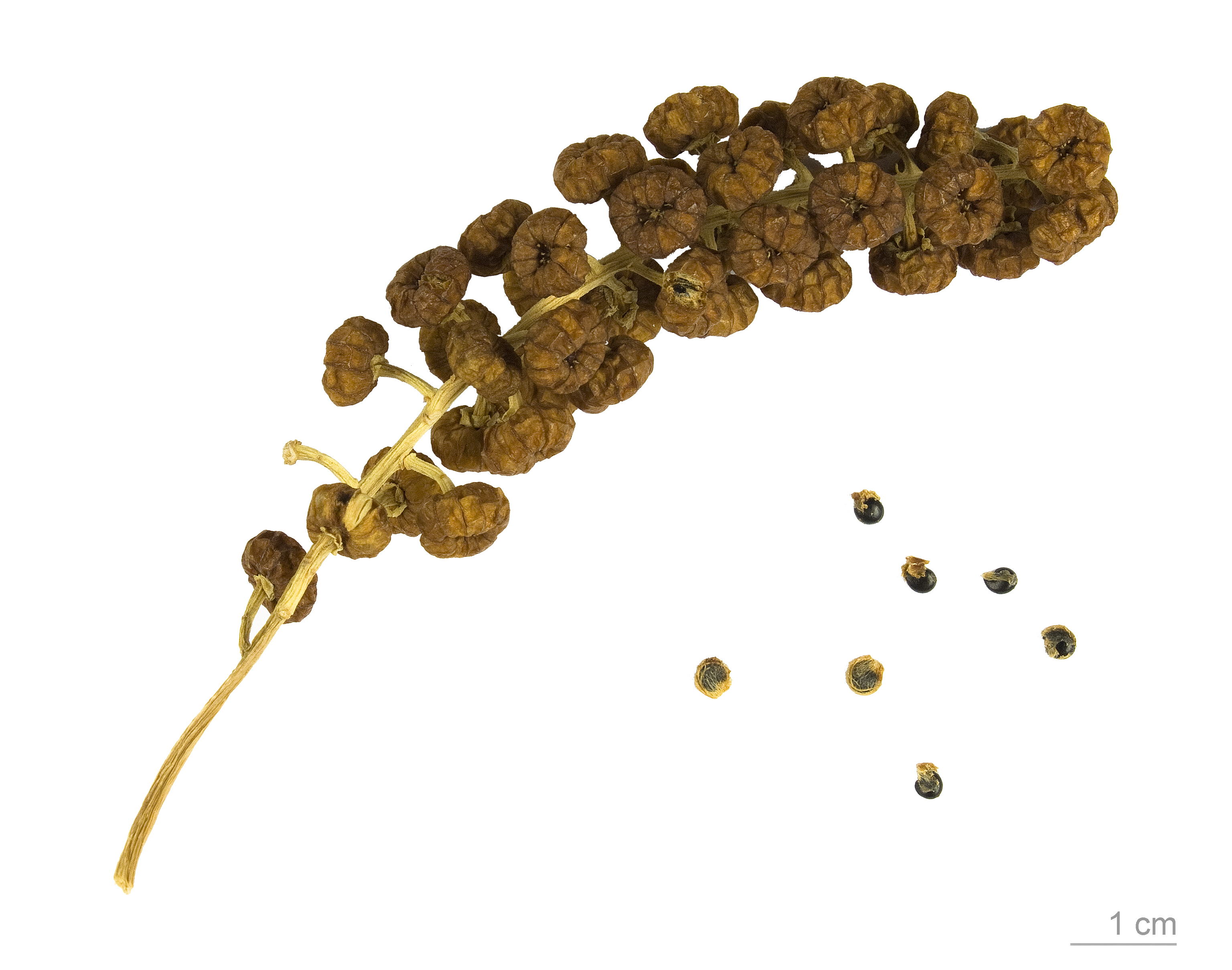
Phytolacca dioica — Тулузский музей

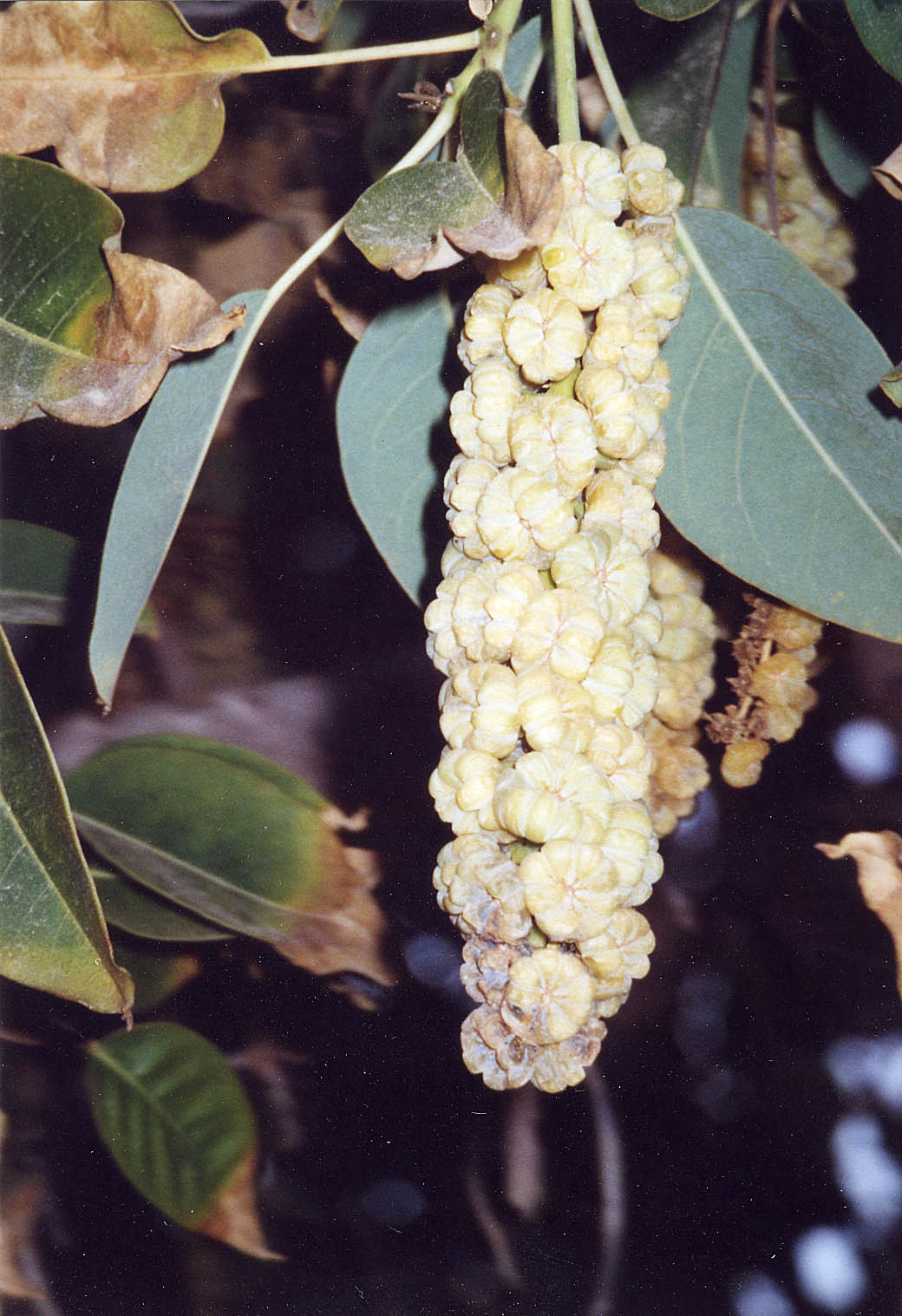